# Зубко, Анна Сергеевна
Анна Сергеевна Зубко (16 февраля 1999) — российская тяжелоатлетка. Чемпионка России 2025 года, призёр чемпионатов России 2018 и 2024 годов. Мастер спорта России.

## Биография
Родилась 16 февраля 1999 года. Воспитанница спортивной школы "Салават" и Санкт-Петербургского УОР № 2.
В апреле 2017 года было присвоено звание «Мастер спорта России».
На чемпионате России по тяжёлой атлетике 2018 года, который состоялся в Ростове-на-Дону, Анна Зубко завоевала серебряную медаль чемпионата страны в весовой категории свыше 90 кг, с общим весом на штанге по сумме двух упражнений 224 килограмма.
В 2019 году решением Федерации тяжёлой атлетики России во исполнении решения антидопингового агентства Анна Зубко была дисквалифицирована на 4 года. Срок наказания исчислялся с 18 апреля 2019 года.
В июле 2024 года на чемпионате России, который состоялся В Новосибирске, Анна завоевала серебряную медаль в категории до 87 кг с результатом 211 кг по сумме двух упражнений.
В августе 2025 года на чемпионате России в Санкт-Петербурге в категории до 87 кг стала чемпионкой с результатом 216 кг по сумме двоеборья. В отдельных упражнениях завоевала две малые серебряные медали. 

## Основные результаты
| Год  | Соревнования     | Место проведения | Весовая категория | Рывок, кг | Толчок, кг | Сумма, кг | Место |
| ---- | ---------------- | ---------------- | ----------------- | --------- | ---------- | --------- | ----- |
| 2018 | Чемпионат России | Ростов-на-Дону   | свыше 90 кг       | 98        | 126        | 224       | 2     |
| 2024 | Чемпионат России | Новосибирск      | до 87 кг          | 94        | 117        | 211       | 2     |
| 2025 | Чемпионат России | Санкт-Петербург  | до 87 кг          | 97        | 119        | 216       | 1     |